# Полонский комбинат хлебопродуктов
Полонский комбинат хлебопродуктов (укр. Полонський комбінат хлібопродуктів) — предприятие пищевой промышленности в городе Полонное Полонского района Хмельницкой области Украины.

## История
КХП был построен возле железнодорожной станции и в советское время входил в число крупнейших предприятий города.
После провозглашения независимости Украины комбинат перешёл в ведение министерства сельского хозяйства и продовольствия Украины.
В марте 1995 года Верховная Рада Украины внесла комбинат в перечень предприятий, приватизация которых запрещена в связи с их общегосударственным значением.
После создания в августе 1996 года государственной акционерной компании "Хлеб Украины" комбинат стал дочерним предприятием ГАК "Хлеб Украины".
В ноябре 1997 года Кабинет министров Украины принял решение о приватизации комбината в первом полугодии 1998 года, после чего государственное предприятие было преобразовано в открытое акционерное общество.

## Современное состояние
Основными функциями предприятия являются хранение и переработка зерновых культур (в первую очередь, пшеницы), а также производство крупы.